# Hoquei sobre gel als Jocs Olímpics d'hivern de 1972
Als Jocs Olímpics d'Hivern de 1972 celebrats a la ciutat de Sapporo (Japó) es disputà una prova d'hoquei sobre gel en categoria masculina.
La competició tingué lloc entre els dies 3 i 13 de febrer de 1972 entre les instal·lacions del Makomanai Okunai Kyōgijō i el Makomanai Open Stadium. Aquesta fou la primera vegada que la competició olímpica d'hoquei sobre gel no coincidí amb la realització del Campionat del Món d'hoquei sobre gel i del Campionat d'Europa d'hoquei sobre gel.

## Comitès participants
Hi participaren un total de 208 jugadors d'11 comitès nacionals diferents:
| - Estats Units (17) - Finlàndia (19) - Iugoslàvia (20) - Japó (19) |  | - Noruega (18) - Polònia (19) - RFA (20) - Suècia (20) |  | - Suïssa (18) - Txecoslovàquia (18) - Unió Soviètica (20) |

## Resum de medalles
| Or | Argent | Bronze |
| Unió Soviètica Vladislav Tretiak · Alexander Pashkov · Vitaly Davidov · Viktor Kuskin · Alexander Ragulin · Guennadi Tsigankov · Vladimir Lutchenko · Vladimir Vasiliev · Igor Romishevsky · Yevgeny Mishakov · Alexander Maltsev · Alexander Yakushev · Vladimir Vikulov · Anatoly Firsov · Valeri Kharlàmov · Yury Blinov · Boris Mikhailov · Vladimir Petrov · Vladimir Shadrin · Yevgeny Zimin | Estats Units Mike Curran · Pete Sears · Wally Olds · Tom Mellor · Frank Sanders · Jim McElmury · Charles Brown · Dick McGlynn · Ron Naslund · Robbie Ftorek · Stu Irving · Kevin Ahearn · Henry Boucha · Craig Sarner · Timothy Sheehy · Keith Christiansen · Mark Howe | Txecoslovàquia Vladimir Dzurilla · Jiří Holeček · Vladimír Bednář · Rudolf Tajcnár · Oldřich Machač · František Pospíšil · Josef Horešovský · Karel Vohralík · Václav Nedomanský · Jiří Holík · Jaroslav Holík · Jiří Kochta · Eduard Novák · Richard Farda · Josef Černý · Vladimír Martinec · Ivan Hlinka · Bohuslav Šťastný |

## Medaller
| Posició | País           | Or | Argent | Bronze | Total |
| 1       | Unió Soviètica | 1  | 0      | 0      | 1     |
| 2       | Estats Units   | 0  | 1      | 0      | 1     |
| 3       | Txecoslovàquia | 0  | 0      | 1      | 1     |
|         |                |    |        |        |       |
| Total   | Total          | 1  | 1      | 1      | 3     |

## Resultats

### Ronda preliminar
Els guanyadors d'aquesta fase, juntament amb la Unió Soviètica com a guanyadora del torneig olímpic anterior, passen a la ronda final per la disputa de medalles.
| 3 de febrer | Japó      | 2-8 (0-1, 1-4, 1-3)  | Txecoslovàquia |
| 3 de febrer | Suècia    | 8-1 (0-0, 4-0, 4-1)  | Iugoslàvia     |
| 4 de febrer | Suïssa    | 3-5 (1-2, 1-1, 1-2)  | Estats Units   |
| 4 de febrer | RFA       | 0-4 (0-0, 0-3, 0-1)  | Polònia        |
| 4 de febrer | Finlàndia | 13-1 (3-1, 5-0, 5-0) | Noruega        |

### Ronda final

#### Grup B (7è-11è lloc)
| Equip      | Pts | J | G | E | P | GF | GC | desempat |
| ---------- | --- | - | - | - | - | -- | -- | -------- |
| RFA        | 6   | 4 | 3 | 0 | 1 | 22 | 10 | 5-1 NOR  |
| Noruega    | 6   | 4 | 3 | 0 | 1 | 16 | 14 | 1-5 RFA  |
| Japó       | 5   | 4 | 2 | 1 | 1 | 17 | 16 |          |
| Suïssa     | 2   | 4 | 0 | 2 | 2 | 9  | 16 |          |
| Iugoslàvia | 1   | 4 | 0 | 1 | 3 | 9  | 17 |          |

| 6 de febrer  | Noruega | 5-2 (0-1, 3-0, 2-1) | Iugoslàvia |
| 6 de febrer  | RFA     | 5-0 (2-0, 0-0, 3-0) | Suïssa     |
| 7 de febrer  | Japó    | 3-3 (1-1, 2-0, 0-2) | Suïssa     |
| 7 de febrer  | RFA     | 6-2 (2-1, 3-1, 2-0) | Iugoslàvia |
| 9 de febrer  | Japó    | 3-2 (2-2, 0-0, 1-0) | Iugoslàvia |
| 9 de febrer  | RFA     | 5-1 (3-0, 0-0, 2-1) | Noruega    |
| 10 de febrer | Japó    | 4-5 (2-2, 1-2, 1-1) | Noruega    |
| 11 de febrer | Suïssa  | 3-3 (1-3, 1-0, 1-0) | Iugoslàvia |
| 12 de febrer | Japó    | 7-6 (3-1, 1-2, 3-3) | RFA        |
| 12 de febrer | Suïssa  | 3-5 (0-0, 2-1, 1-4) | Noruega    |

#### Grup A (1r-6è lloc)
| Equip          | Pts | J | G | E | P | GF | GC | desempat |
| -------------- | --- | - | - | - | - | -- | -- | -------- |
| Unió Soviètica | 9   | 5 | 4 | 1 | 0 | 33 | 13 |          |
| Estats Units   | 6   | 5 | 3 | 0 | 2 | 18 | 15 | 5-1 TCH  |
| Txecoslovàquia | 6   | 5 | 3 | 0 | 2 | 26 | 13 | 1-5 USA  |
| Suècia         | 5   | 5 | 2 | 1 | 2 | 17 | 13 |          |
| Finlàndia      | 4   | 5 | 2 | 0 | 3 | 14 | 24 |          |
| Polònia        | 0   | 5 | 0 | 0 | 5 | 9  | 39 |          |

| 5 de febrer  | Unió Soviètica | 9-3 (3-2, 3-1, 3-0)  | Finlàndia      |
| 5 de febrer  | Txecoslovàquia | 14-1 (5-0, 3-1, 6-0) | Polònia        |
| 5 de febrer  | Suècia         | 5-1 (2-1, 1-0, 2-0)  | Estats Units   |
| 7 de febrer  | Unió Soviètica | 3-3 (1-0, 1-0, 1-3)  | Suècia         |
| 7 de febrer  | Txecoslovàquia | 1-5 (1-1, 0-3, 0-1)  | Estats Units   |
| 7 de febrer  | Finlàndia      | 5-1 (0-0, 4-0, 1-1)  | Polònia        |
| 8 de febrer  | Txecoslovàquia | 7-1 (1-0, 3-0, 3-1)  | Finlàndia      |
| 9 de febrer  | Suècia         | 5-3 (1-0, 4-2, 0-1)  | Polònia        |
| 9 de febrer  | Unió Soviètica | 7-2 (2-0, 3-0, 2-2)  | Estats Units   |
| 10 de febrer | Txecoslovàquia | 2-1 (0-0, 0-0, 2-1)  | Suècia         |
| 10 de febrer | Unió Soviètica | 9-3 (4-0, 4-2, 1-1)  | Polònia        |
| 10 de febrer | Finlàndia      | 1-4 (1-2, 0-1, 0-1)  | Estats Units   |
| 12 de febrer | Estats Units   | 6-1 (2-0, 2-0, 2-1)  | Polònia        |
| 13 de febrer | Suècia         | 3-4 (2-1, 1-1, 0-2)  | Finlàndia      |
| 13 de febrer | Unió Soviètica | 5-2 (2-0, 2-1, 1-1)  | Txecoslovàquia |